# Ashley Fink
Ashley Rae Fink (Houston, 20 de novembro de 1986) é uma atriz e cantora norte-americana, conhecida por seu papel como Lauren Zizes na série de TV Glee, e também como Carter McMahon em Huge.

## Vida Pessoal
Fink nasceu em Houston, Texas, começou a atuar com quatro anos de idade depois de roubar a liderança em um jogo de férias de sua escola. Após se mudar para Los Angeles com sua família, Ashley entrou na carreira de atuação e começou a frequentar uma escola de Arte, onde ela começou a se apresentar para grandes públicos em como O Mágico de Oz (como o leão) e You're a Good Man Charlie Brown (como Lucy). Fink disse que sofria bullying na escola. Fink tem uma irmã mais velha chamada Stephanie e duas irmãs mais novas.

## Carreira
Ela fez várias aparições na TV,. Ela apareceu em Make It or Break It, como a personagem secundária Lauren Zizes na séria Glee, da emissora norte-americana Fox e estrelou como Carter McMahon em Huge da ABC Family. Ela também apareceu no filme da Walt Disney Pictures, You Again, estrelado por Betty White, Jamie Lee Curtis e Sigourney Weaver.

## Filmografia
| Year | Title                        | Role           | Notes            |
| ---- | ---------------------------- | -------------- | ---------------- |
| 2004 | "The Wedding Video "         | Cinnamon       |                  |
| 2006 | Fat Girls                    | Sabrina Thomas | Main role        |
| 2008 | "Hacket"                     | Grace          | Television movie |
| 2010 | "All About Evil"             | Lolita         |                  |
| 2010 | "You Again"                  | Sunday         |                  |
| 2011 | "Glee: The 3D Concert Movie" | Lauren Zizes   | Main Role        |

| Year            | Title                 | Role                | Notes                                                      |
| --------------- | --------------------- | ------------------- | ---------------------------------------------------------- |
| 2005            | "ER"                  | Margo               | Guest role; 1 episode                                      |
| 2006            | "Gilmore Girls"       | Artsy Girl          | Uncredited role; 1 episode                                 |
| 2007            | "Blue"                | Beatrice            | Guest role; 1 episode                                      |
| 2009            | "Make It or Break It" | Herself             | Cameo role; 1 episode                                      |
| 2009–2010       | "Warren the Great"    | Ashley, the Barista | Recurring role; 2 episodes                                 |
| 2010            | "Huge"                | Amber               | Recurring role; 2 episodes                                 |
| 2009–2011, 2013 | "Glee"                | Lauren Zizes        | Recurring role (seasons 1-3) Special guest star (season 4) |
| 2011            | "The Glee Project"    | Herself             | Guest role; 1 episode                                      |
| 2012            | "Austin & Ally"       | Mindy               | Recurring role; 2 episodes                                 |
| 2015            | "Criminal Minds"      | Dana Seavers        | Guest role; 1 episode                                      |

| Year | Artist        | Song                 | Notes           |
| ---- | ------------- | -------------------- | --------------- |
| 2004 | Stacie Orrico | "I Could Be the One" | Background Girl |